# 윤형렬
윤형렬(1983년 10월 27일~)은 대한민국의 뮤지컬 배우, 가수이다.

## 학력
- 서대전고등학교 (중퇴)
- 단국대학교 공연영화학부 뮤지컬전공 (학사)
- 단국대학교 문화예술대학원 공연예술학과 뮤지컬ᆞ연극전공 (석사)
- 단국대학교 대학원 문화예술학과 문화예술학전공 (박사과정 졸업)

## 앨범
발라드
- 2006년 11월 6일 : 《이것이 사랑이다》 (With 오윤혜)
- 2007년 2월 5일 : 《逸(편안할：일)》
- 2014년 8월 12일 : 《온도》

캐롤
- 2006년 12월 11일 : 《Grown Up Christmas List》 (With 오윤혜)

OST
- 2014년 10월 30일 : 《나쁜 녀석들 OST Part 1》
- 2015년 9월 24일 : 《처용 2 OST Part 4》

옴니버스
- 2004년 12월 1일 : 《제15회 유재하 음악경연대회》 (윤형렬 외 9명)
- 2015년 11월 21일 : 《불후의 명곡 - 전설을 노래하다 (故 김정호 편)》 (윤형렬 외 12명 [그룹 버스터즈 포함])
- 2016년 7월 17일 : 《복면가왕 68회》 (윤형렬 외 4명)

그룹
- 2009년 7월 15일 : 《The 1st Story~Musical》 (4ONE)

## 작품 활동
영화
- 2014년 : 《천사의 노래》 - 주연

뮤지컬
- 2007년 10월 23일 ~ 11월 11일 : 《노트르담 드 파리 - 김해》 - 콰지모도 역
- 2007년 11월 30일 ~ 12월 9일 : 《노트르담 드 파리 - 고양》 - 콰지모도 역
- 2008년 1월 18일 ~ 2월 28일 : 《노트르담 드 파리》 - 콰지모도 역
- 2008년 3월 15일 ~ 4월 19일 : 《노트르담 드 파리 - 성남》 - 콰지모도 역
- 2008년 5월 2일 ~ 5월 18일 : 《노트르담 드 파리 - 대구》 - 콰지모도 역
- 2008년 5월 31일 ~ 6월 3일 : 《노트르담 드 파리 - 대전》 - 콰지모도 역
- 2008년 6월 12일 ~ 6월 15일 : 《노트르담 드 파리 - 광주》 - 콰지모도 역
- 2008년 8월 21일 ~ 2010년 2월 22일 : 《햄릿 THE NEW MUSICAL HAMLET - WORLD VER.》 - 햄릿 역
- 2008년 10월 24일 ~ 11월 2일 : 《노트르담 드 파리》 - 콰지모도 역
- 2009년 1월 9일 ~ 1월 18일 : 《노트르담 드 파리 - 부산》 - 콰지모도 역
- 2009년 2월 13일 ~ 3월 15일 : 《노트르담 드 파리 - 대구》 - 콰지모도 역
- 2009년 3월 20일 ~ 3월 22일 : 《노트르담 드 파리》 - 콰지모도 역
- 2009년 3월 27일 ~ 4월 1일 : 《노트르담 드 파리 - 울산 Notre dame De Paris》 - 콰지모도 역
- 2009년 6월 4일 ~ 6월 7일 : 《노트르담 드 파리 - 대전》 - 콰지모도 역
- 2009년 8월 1일 ~ 8월 27일 : 《노트르담 드 파리》 - 콰지모도 역
- 2009년 9월 1일 ~ 9월 12일 : 《노트르담 드 파리 - 성남》 - 콰지모도 역
- 2009년 10월 9일 ~ 11월 8일 : 《아킬라》 - 로 역
- 2009년 12월 4일 ~ 2010년 7월 4일 : 《아이 러브 유》 - 남자2 역
- 2009년 12월 11일 ~ 12월 14일 : 《The royal musical 아킬라 - 대구》 - 로 역
- 2010년 1월 20일 ~ 2월 21일 : 《뮤지컬 모차르트! Das Musical Mozart》 - 콜로레도 대주교 역
- 2010년 3월 13일 ~ 3월 14일 : 《뮤지컬 모차르트! - 창원 Das Musical Mozart！》 - 콜로레도 대주교 역
- 2010년 4월 23일 ~ 4월 25일 : 《뮤지컬 모차르트! - 대전》 - 대주교 역
- 2010년 5월 1일 ~ 5월 2일 : 《뮤지컬 모차르트! - 광주 Das Musical Mozart！》 - 콜로레도 대주교 역
- 2010년 5월 21일 ~ 5월 22일 : 《뮤지컬 모차르트! - 안산 Das Musical Mozart！》 - 대주교 역
- 2012년 7월 10일 ~ 8월 4일 : 《뮤지컬 모차르트》 - 콜로레도 대주교 역
- 2012년 8월 24일 ~ 10월 7일 : 《두 도시 이야기》 - 시드니 칼튼 역
- 2012년 11월 29일 ~ 12월 2일 : 《두 도시 이야기 - 고양》 - 시드니 칼튼 역
- 2012년 12월 20일 : 《쇼 업 - 안양》
- 2013년 6월 18일 ~ 8월 11일 : 《두 도시 이야기》
- 2013년 9월 27일 ~ 11월 17일 : 《노트르담 드 파리》 - 콰지모도 역
- 2013년 11월 22일 ~ 11월 24일 : 《노트르담 드 파리 - 창원》 - 콰지모도 역
- 2013년 11월 29일 ~ 12월 1일 : 《노트르담 드 파리 - 광주》 - 콰지모도 역
- 2013년 12월 5일 ~ 12월 8일 : 《노트르담 드 파리 - 부산》 - 콰지모도 역
- 2013년 12월 13일 ~ 12월 15일 : 《노트르담 드 파리 - 고양》 - 콰지모도 역
- 2013년 12월 20일 ~ 12월 21일 : 《노트르담 드 파리 - 전주》 - 콰지모도 역
- 2013년 12월 24일 ~ 12월 29일 : 《노트르담 드 파리 - 대전》 - 콰지모도 역
- 2014년 1월 2일 ~ 1월 5일 : 《노트르담 드 파리 - 대구》 - 콰지모도 역
- 2014년 1월 10일 ~ 1월 12일 : 《노트르담 드 파리 - 김해》 - 콰지모도 역
- 2014년 1월 17일 ~ 1월 19일 : 《노트르담 드 파리 - 울산》 - 콰지모도 역
- 2014년 1월 24일 ~ 1월 26일 : 《노트르담 드 파리 - 안산》 - 콰지모도 역
- 2014년 2월 3일 ~ 2월 11일 : 《노트르담 드 파리》 - 콰지모도 역
- 2014년 2월 15일 ~ 2월 16일 : 《노트르담 드 파리 - 이천》 - 콰지모도 역
- 2014년 2월 21일 ~ 2월 23일 : 《노트르담 드 파리 - 청주》 - 콰지모도 역
- 2014년 3월 1일 ~ 3월 30일 : 《셜록홈즈2》 - 클라이브 역
- 2014년 8월 22일 ~ 11월 2일 : 《더 데빌》 - 존파우스트 역, X 역
- 2014년 11월 1일 ~ 2015년 2월 8일 : 《마리 앙투아네트》 - 악셀 페르센 역
- 2015년 2월 11일 ~ 5월 10일 : 《아가사》 - 로이 역
- 2015년 3월 7일 ~ 3월 8일 : 《마리 앙투아네트 - 대구》 - 악셀 페르센 역
- 2015년 3월 14일 ~ 3월 15일 : 《마리 앙투아네트 - 김해》 - 악셀 페르센 역
- 2015년 6월 7일 ~ 9월 13일 : 《지저스 크라이스트 수퍼스타》 - 유다 역
- 2015년 9월 18일 ~ 9월 20일 : 《지저스 크라이스트 수퍼스타 - 이천》 - 유다 역
- 2015년 11월 17일 ~ 2016년 1월 31일 : 《바람과 함께 사라지다》 - 레트 버틀러 역
- 2016년 2월 14일 ~ 4월 10일 : 《뮤지컬 아랑가》 - 개로 역
- 2016년 3월 23일 ~ 3월 27일 : 《바람과 함께 사라지다 - 부산》 - 레트 버틀러 역
- 2016년 4월 2일 ~ 4월 3일 : 《바람과 함께 사라지다 - 안산》 - 레트 버틀러 역
- 2016년 5월 26일 ~ 7월 24일 : 《에드거 앨런 포》 - 그리스월드 역
- 2016년 7월 22일 ~ 10월 2일 : 《페스트 peste》 - 랑베르 역
- 2017년 7월 3일 ~ 7월 3일 : 《아리랑 쇼케이스》 - 양치성 역
- 2017년 7월 25일 ~ 9월 3일 : 《아리랑》 - 양치성 역
- 2017년 11월 17일 ~ 2018년 2월 4일 : 《에드거 앨런 포》 - 에드거 앨런 포 역
- 2018년 6월 8일 ~ 2018년 8월 5일 : 《노트르담 드 파리 한국어버전 10주년》 - 콰지모도 역
- 2018년 8월 7일 ~ 2018년 10월 28일: 《위대한 쇼맨》 - 아모스 스커더 역
- 2018년 8월 17일 ~ 2018년 8월 19일 : 《노트르담 드 파리 한국어버전 10주년 - 김해》 - 콰지모도 역
- 2018년 8월 25일 ~ 2018년 8월 26일 : 《노트르담 드 파리 한국어버전 10주년 - 부산》 - 콰지모도 역
- 2018년 8월 31일 ~ 2018년 9월 2일 : 《노트르담 드 파리 한국어버전 10주년 - 울산》 - 콰지모도 역
- 2018년 9월 14일 ~ 2018년 9월 16일 : 《노트르담 드 파리 한국어버전 10주년 - 대전》 - 콰지모도 역
- 2018년 9월 28일 ~ 2018년 9월 29일 : 《노트르담 드 파리 한국어버전 10주년 - 안동》 - 콰지모도 역
- 2018년 10월 4일 ~ 2018년 10월 7일 : 《노트르담 드 파리 한국어버전 10주년 - 대구》 - 콰지모도 역

- 2018년 10월 25일 ~ 2018년 10월 28일 : 《노트르담 드 파리 한국어버전 10주년 - 광주》 - 콰지모도 역
- 2018년 11월 2일 ~ 2018년 11월 4일 : 《노트르담 드 파리 한국어버전 10주년 - 인천》 - 콰지모도 역
- 2018년 11월 9일 ~ 2018년 11월 11일 : 《노트르담 드 파리 한국어버전 10주년 - 수원》 - 콰지모도 역
- 2018년 11월 16일 ~ 2018년 11월 18일 : 《노트르담 드 파리 한국어버전 10주년 - 창원》 - 콰지모도 역
- 2018년 11월 23일 ~ 2018년 11월 25일 : 《노트르담 드 파리 한국어버전 10주년 - 천안》 - 콰지모도 역
- 2018년 12월 1일 ~ 2018년 12월 2일 : 《노트르담 드 파리 한국어버전 10주년 - 전주》 - 콰지모도 역
- 2021년 1월 19일 ~ 2021년 3월 7일 : 《명성황후 25주년 기념 공연》 - 홍계훈 역
- 2021년 3월 16일 ~ 2021년 6월 6일 : 《블루레인》 - 루크 역
- 2021년 10월 3일 ~ 2021년 10월 17일 : 《다윈 영의 악의 기원》 - 니스 영 역
- 2022년 2월 3일 ~ 2022년 4월 3일 : 《M》 - 송지석 역
- 2022년 3월 8일 ~ 2022년 4월 3일 : 《싯다르타》 - 마라 파피야스 역
- 2022년 4월 8일 ~ 2022년 4월 10일 : 《싯다르타 - 순천》 - 마라 파피야스 역
- 2022년 4월 15일 ~ 2022년 4월 17일 : 《싯다르타 - 부산》 - 마라 파피야스 역
- 2022년 4월 22일 ~ 2022년 4월 24일 : 《싯다르타 - 대구》 - 마라 파피야스 역
- 2022년 7월 2일 ~ 2022년 7월 3일 : 《BRAHMS - DIMF2022 창작지원작》 - 로베르트 알렉산더 슈만 역
- 2022년 9월 23일 ~ 2022년 9월 24일 : 《파가니니 - 부천》 - 루치오 아모스 역
- 2022년 10월 7일 ~ 2022년 10월 8일 : 《파가니니 - 당진》 - 루치오 아모스 역
- 2022년 10월 14일 ~ 2022년 10월 15일 : 《파가니니 - 공주》 - 루치오 아모스 역
- 2022년 11월 10일 ~ 2023년 1월 15일 : 《지저스 크라이스트 수퍼스타 50주년 기념공연》 - 유다 역

콘서트
- 2008년 12월 24일 : 《노트르담 드 파리 갈라디너쇼》 - 콰지모도 역
- 2008년 12월 31일 : 《노트르담 드 파리 갈라디너쇼 - 광주》 - 콰지모도 역
- 2009년 12월 31일 : 《세종문화회관 제야음악회》
- 2012년 7월 13일 ~ 7월 14일 : 《두 도시 이야기 콘서트》 - 시드니 칼튼 역
- 2012년 9월 22일 : 《희망강북콘서트》
- 2013년 3월 9일 ~ 3월 10일 : 《르 로맨티크》 - 특별출연
- 2013년 5월 20일 : 《2013 뮤지컬 갈라 콘서트》
- 2013년 7월 18일 : 《살롱콘서트 아트 토크 윤형렬》
- 2013년 10월 3일 : 《뮤직 오브 더 나잇》
- 2013년 12월 16일 ~ 12월 19일 : 《뮤지컬 딜라이트》
- 2014년 2월 13일 : 《KBS교향악단 특별연주회》
- 2014년 4월 5일 : 《김광석 다시부르기 - 고양》
- 2014년 4월 6일 ~ 2014년 4월 10일 : 《윤형렬 단독 콘서트 - 일본 고베》
- 2014년 7월 12일 : 《리사 콘서트》
- 2014년 10월 15일 : 《셜록홈즈 뮤지컬 콘서트》
- 2014년 12월 31일 : 《2014 GAC 제야음악회》
- 2015년 10월 4일 : 《윤형렬 콘서트 : 동행》
- 2015년 12월 23일 : 《프랑스뮤지컬 갈라콘서트 - 바다 & 윤형렬 & 서범석》
- 2015년 12월 31일 : 《2015 세종문화회관 제야콘서트》
- 2016년 1월 10일 : 《설레는 만남의 시작 [THE MOMENT] f(x) 루나 & 뮤지컬배우 윤형렬》
- 2016년 3월 12일 ~ 3월 13일 : 《Alive Show vol.2》
- 2016년 3월 26일 : 《뮤지컬 갈라 콘서트 - 네 남자의 스토리》
- 2016년 8월 13일 : 《에드거 앨런 포 콘서트》
- 2016년 8월 27일 ~ 2016년 8월 28일 : 《더메디치 2016》
- 2016년 10월 8일 : 《신사들의 품격》
- 2016년 10월 13일 : 《2016 뮤지컬 갈라 콘서트 - 대구 All That Musical》
- 2017년 4월 8일 : 《부평아트센터 개관 7주년 기념음악회 - 부평》
- 2017년 6월 19일 : 《뮤지컬 토크 콘서트 집들이 - 동창회뮤지컬 콘서트 집들이 #22》
- 2017년 7월 8일 : 《카이, 윤형렬, 김다현, 마이클리 콘서트 THE 2ND 신사들의 품격》
- 2017년 9월 9일 ~ 9월 10일 : 《2017 더 뮤지컬 페스티벌 2017 The Musical Festival in Galaxy》
- 2017년 12월 23일 ~ 12월 24일 : 《에드워드권, 이연복, 김다현, 윤형렬 크리스마스 갈라쇼 2017 The 3nd Christmas Premium Gala Show》
- 2018년 10월 12일 : 《올 댓 뮤지컬》
- 2018년 12월 10일 : 《겨울 밤의 세레나데 Viva Musical》
- 2020년 2월 28일 ~ 2020년 3월 1일 : 《스테이지 콘서트 Vol.2 뮤지컬 : 지저스 크라이스트 수퍼스타》
- 2021년 8월 27일 ~ 2021년 8월 29일 : 《마이클 리 & 라민 카림루 콘서트》 - 게스트
- 2021년 10월 30일 : 《2021, 윤형렬의 가을무대》
- 2021년 12월 26일 : 《윤형렬, 카이, 박소연의 송년 음악회 with 장소영 - 여주》

방송 프로그램
- KBS2 《불후의 명곡 - 전설을 노래하다》
  1. 2013년 1월 5일 [82회] : "하늘만 허락한 사랑"
  2. 2013년 1월 12일 [83회]
  3. 2013년 1월 19일 [84회] : "이별 아닌 이별"
  4. 2013년 3월 30일 [94회] : "사랑"
  5. 2015년 11월 21일 [226회] : "사랑의 진실"
  6. 2021년 7월 3일 [514회] : "Heal the world"
- KBS1 《열린음악회》
  1. 2015년 7월 5일 : "Super Star"
  2. 2016년 1월 26일 : "평화 아리랑" 
  3. 2017월 10월 22일 [1172회] : "You raise me up" , "Impossible dream" , "Beauty and the beast"
  4. 2018년 6월 10일 [1198회] : "춤을 춰요, 에스메랄다" 
  5. 2021년 3월 14일 : "지금 이 순간", "Come what may"
- MBC 《미스터리 음악쇼 복면가왕》
  1. 2016년 7월 10일 [67회] : 장기알과 얼굴들 
  2. 2016년 7월 17일 [68회] : 장기알과 얼굴들 (최종 3라운드) 
  3. 2019년 4월 28일 : 이 배 니스 가나요? 베니스 
  4. 2019년 5월 5일 : 이 배 니스 가나요? 베니스 (최종 3라운드)
- KBS2 《노래싸움 - 승부》
  1. 2016년 12월 30일 [10회]  : "만남" , "It's gonna be rolling" , "다시 사랑한다 말할까" , "붉은 노을" 
  2. 2017년 1월 6일 [11회] : "붉은 노을" .
  3. 2017년 2월 10일 [16회] : "One day more (내일로)" , "서쪽 하늘" , , "Endless love"  ,
  4. 2017년 2월 17일 [17회] : "대성당들의 시대" ,
- TV조선 《사랑의 콜센타》
  1. 2021년 4월 1일 [49회 고막남친 특집] : "Heaven on their minds", "끝사랑"

## 수상
- 2003년 《제5회 KMTV MVIO》 가요제 은상
- 2003년 《제15회 유재하 음악경연대회》 은상
- 2008년 《제14회 한국뮤지컬대상》 인기스타상
- 2008년 《제2회 DIMF 대구국제뮤지컬페스티벌》 남자신인상
- 2008년 《제2회 더 뮤지컬 어워즈》 남자신인상, 남자인기상
- 2009년 《제3회 DIMF 대구국제뮤지컬페스티벌》 올해의 스타상
- 2016년 《서울 석세스 대상》 문화부분 뮤지컬 대상